# Onnaing
Onnaing est une commune française, située dans le département du Nord, en région Hauts-de-France.
Adhérente à la Communauté d'agglomération Valenciennes Métropole, Onnaing fait également partie de l'unité urbaine de Valenciennes qui est la troisième du département du Nord.

## Géographie
La commune d'Onnaing est délimitée au nord par la commune de Quarouble et au sud par la commune de Saint-Saulve. Elle est limitrophe de la commune de Marly et Sebourg. Son sous-sol témoigne d'un gisement important de minerai de charbon qui a été en partie exploité jusqu'à la fermeture de la fosse Cuvinot à la fin de 1967.

### Communes limitrophes
| Escautpont Bruay-sur-l'Escaut | Fresnes-sur-Escaut | Vicq                  |
|                               | Onnaing            | Quarouble             |
| Saint-Saulve                  | Estreux            | Rombies-et-Marchipont |

### Hydrographie

#### Réseau hydrographique
La commune est située dans le bassin Artois-Picardie. Elle est drainée par le canal de Saint Saulve, la dérivation du canal de saint saulve, la Cité Voltaire, le Courant d'Enfer et divers autres petits cours d'eau,.

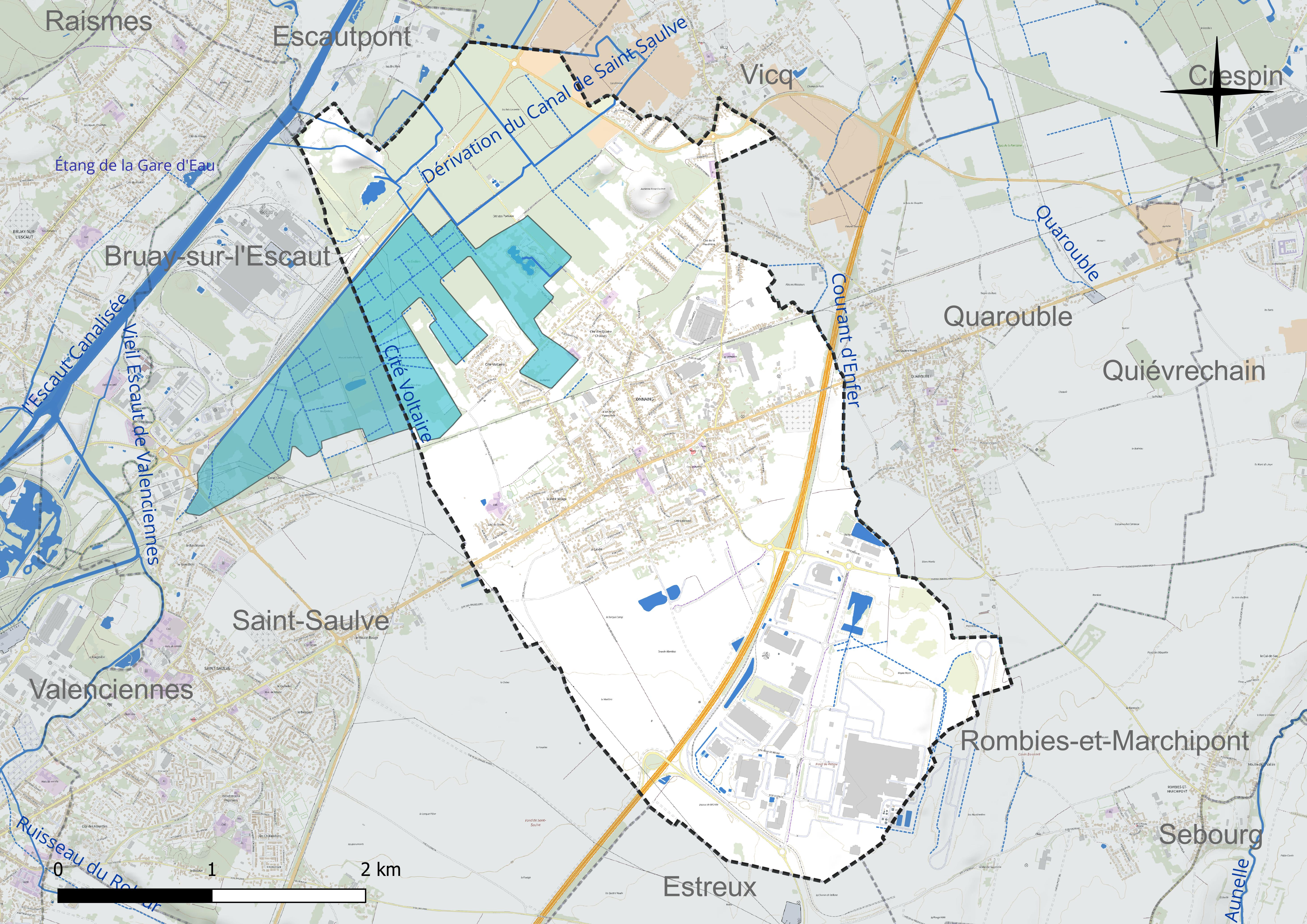
Réseau hydrographique d'Onnaing.

#### Gestion et qualité des eaux
Le territoire communal est couvert par le schéma d'aménagement et de gestion des eaux (SAGE) « Escaut ». Ce document de planification concerne un territoire de 2 005 km2 de superficie, délimité par le bassin versant de l'Escaut. Le périmètre a été arrêté le 9 juin 2006 et le SAGE proprement dit a été approuvé le 13 juillet 2021. La structure porteuse de l'élaboration et de la mise en œuvre est le syndicat mixte Escaut et Affluents (SyMEA). 
La qualité des cours d'eau peut être consultée sur un site dédié géré par les agences de l'eau et l'Agence française pour la biodiversité. 

### Climat
Pour des articles plus généraux, voir Climat des Hauts-de-France et Climat du Nord.
En 2010, le climat de la commune est de type climat océanique dégradé des plaines du Centre et du Nord, selon une étude du CNRS s'appuyant sur une série de données couvrant la période 1971-2000. En 2020, Météo-France publie une typologie des climats de la France métropolitaine dans laquelle la commune est exposée à un climat océanique altéré et est dans la région climatique  Nord-est du bassin Parisien, caractérisée par un ensoleillement médiocre, une pluviométrie moyenne régulièrement répartie au cours de l'année et un hiver froid (3 °C). 
Pour la période 1971-2000, la température annuelle moyenne est de 10,7 °C, avec une amplitude thermique annuelle de 14,7 °C. Le cumul annuel moyen de précipitations est de 739 mm, avec 12,2 jours de précipitations en janvier et 9,4 jours en juillet. Pour la période 1991-2020, la température moyenne annuelle observée sur la station météorologique la plus proche, située sur la commune de Valenciennes à 6 km à vol d'oiseau, est de 11,0 °C et le cumul annuel moyen de précipitations est de 694,1 mm,. Pour l'avenir, les paramètres climatiques de la commune estimés pour 2050 selon différents scénarios d'émission de gaz à effet de serre sont consultables sur un site dédié publié par Météo-France en novembre 2022.

## Urbanisme

### Typologie
Au 1er janvier 2024, Onnaing est catégorisée centre urbain intermédiaire, selon la nouvelle grille communale de densité à sept niveaux définie par l'Insee en 2022.
Elle appartient à l'unité urbaine de Valenciennes (partie française), une agglomération internationale regroupant 56  communes, dont elle est une commune de la banlieue,,. Par ailleurs la commune fait partie de l'aire d'attraction de Valenciennes (partie française), dont elle est une commune de la couronne,. Cette aire, qui regroupe 102 communes, est catégorisée dans les aires de 200 000 à moins de 700 000 habitants,.

### Occupation des sols
L'occupation des sols de la commune, telle qu'elle ressort de la base de données européenne d'occupation biophysique des sols Corine Land Cover (CLC), est marquée par l'importance des territoires artificialisés (53,7 % en 2018), en augmentation par rapport à 1990 (32,9 %). La répartition détaillée en 2018 est la suivante : 
zones urbanisées (24,1 %), zones industrielles ou commerciales et réseaux de communication (23,6 %), terres arables (22,6 %), forêts (10,9 %), zones agricoles hétérogènes (8,4 %), mines, décharges et chantiers (5,9 %), milieux à végétation arbustive et/ou herbacée (2 %), prairies (1,9 %), cultures permanentes (0,6 %). L'évolution de l'occupation des sols de la commune et de ses infrastructures peut être observée sur les différentes représentations cartographiques du territoire : la carte de Cassini (XVIIIe siècle), la carte d'état-major (1820-1866) et les cartes ou photos aériennes de l'IGN pour la période actuelle (1950 à aujourd'hui).

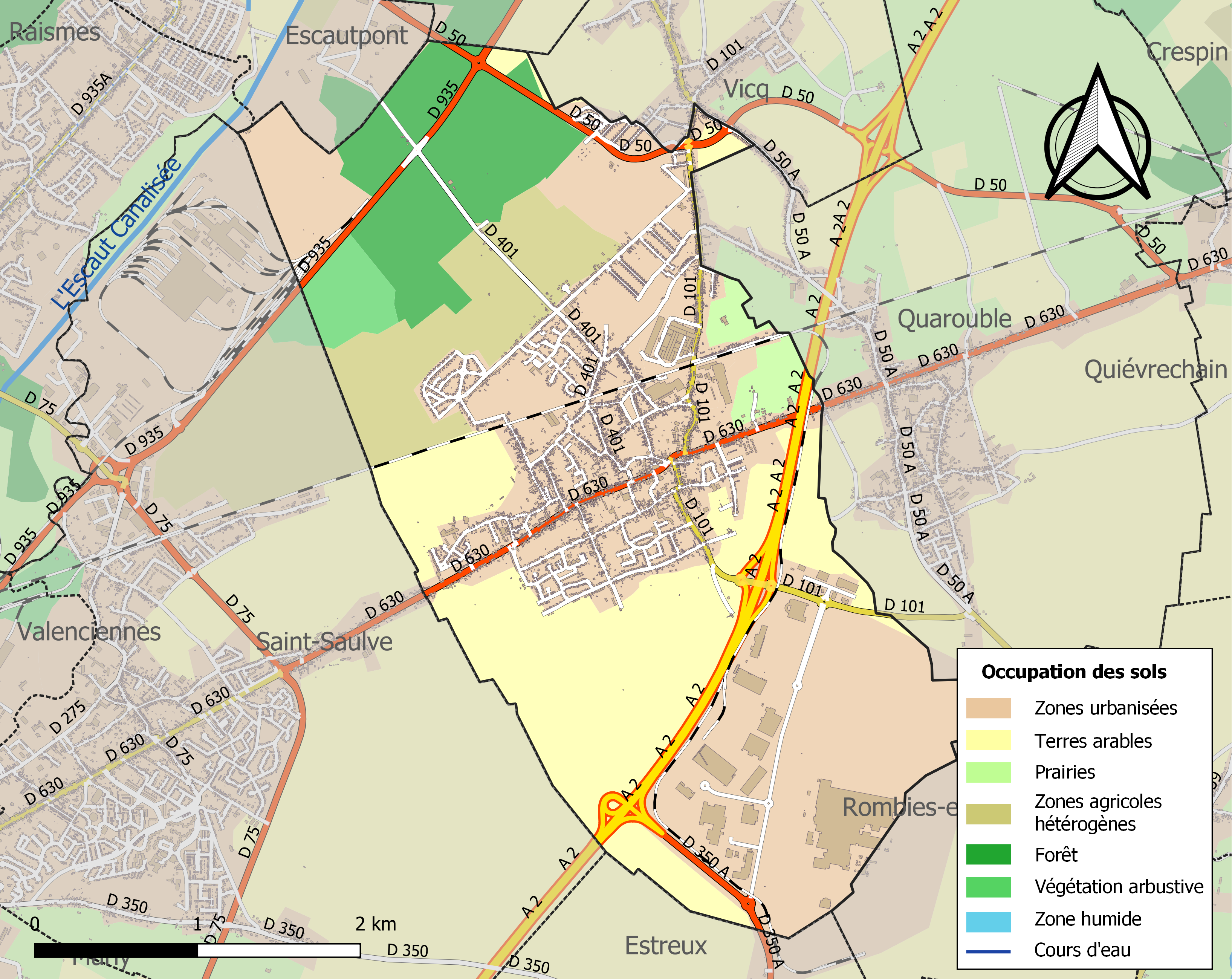
Carte des infrastructures et de l'occupation des sols de la commune en 2018 (CLC).

### Voies de communications et transports
La commune est desservie par les lignes 5, 6 et 116 du réseau Transvilles.

## Histoire
L'Abbaye des Dames de Beaumont a déclaré posséder des biens dans le village en 1602.
On sait qu'Onnaing a connu une occupation ancienne et ce dès la Préhistoire, en témoignent les nombreux outils retrouvés lors de fouilles, puis gallo-romaine, le site de Toyota peu avant la construction de l'usine a été exploré.

## Toponymie
Oninium (911), Oneng (1057), Onen (1085-1107), Oneg (1132), Unaing (1148), Onenc (1179), Onnein (1187).

## Exploitation charbonnière

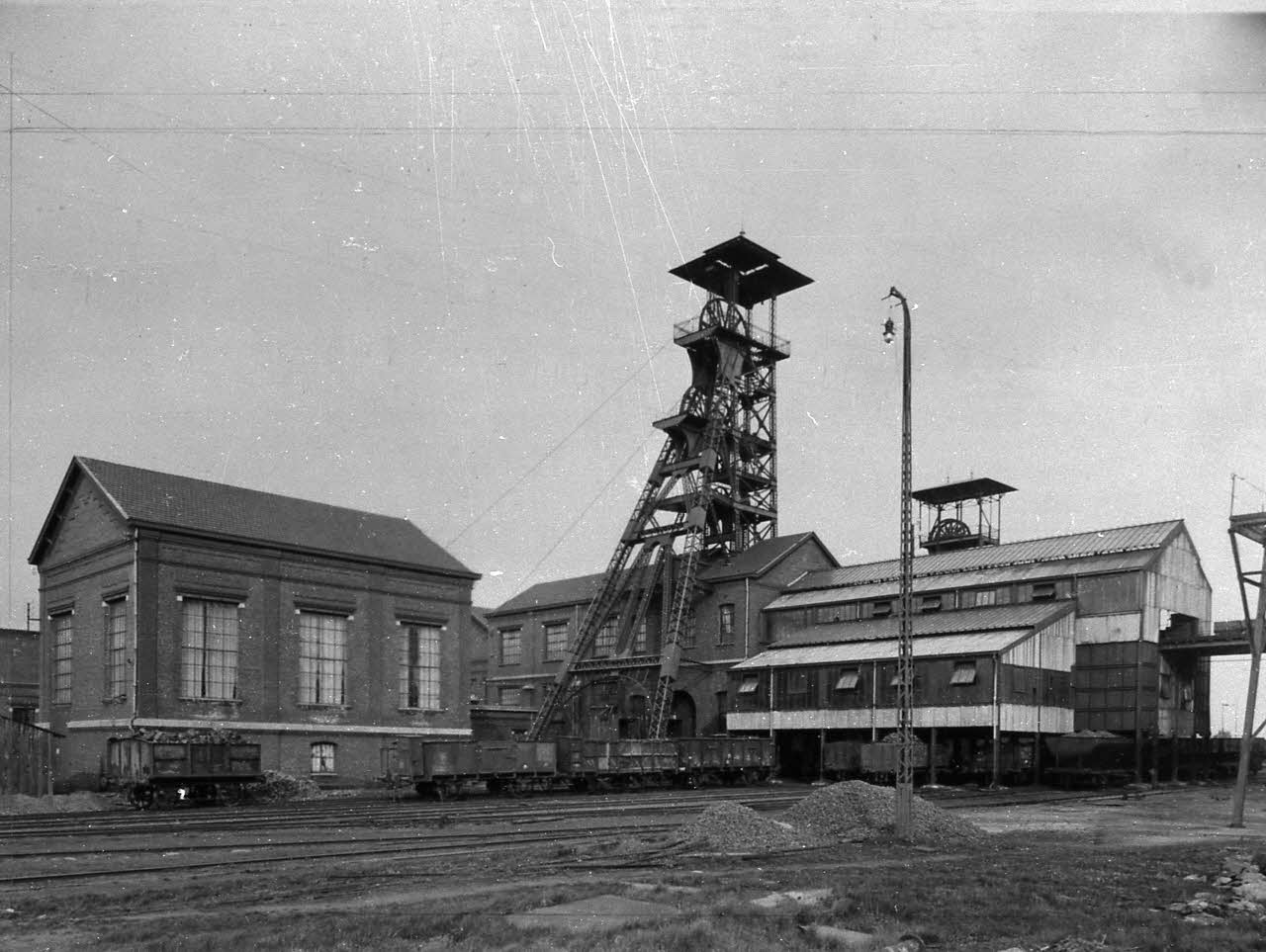
Fosse Cuvinot vers 1930.

La fosse Cuvinot est fondée par la Compagnie des mines d'Anzin, par la méthode de congélation des terrains, en juillet 1893. Elle porte le nom d'un administrateur de la compagnie. Le 27 octobre 1894, un orage violent noie une partie des deux puits et oblige les ouvriers à remonter d'urgence.
L'extraction commence en 1897. Elle exploite toute la gamme des charbons des maigres au gras. Les installations détruites pendant la guerre sont reconstruites et les puits approfondis à 480 m. Les deux puits servent à l'extraction et au service.
La Fosse est complètement détruite par les Allemands lors de leur retraite en 1918.
Le puits 1 est accroché à -360 et -480 m. Le 2 exploite à -360 m. En 1955, la fosse Thiers est concentrée sur Cuvinot.
L'extraction cesse le 29 décembre 1967 après avoir produit 13 212 000 tonnes de charbon.
Le puits 1, profond de 491 m, et le 2, de 484 m, sont remblayés en 1968.
Toutes les installations sont détruites. L'ancien carreau est une immense friche. Le terril conique (pointu) est en cours d'exploitation. Seule la Cité minière, au sein de laquelle se trouve encore un commerce où l'on retrouve une ancienne enseigne « SOCOMA » (Société coopérative des mines d'Anzin) marque désormais la présence de la mine.

## Industrie automobile
La commune héberge sur son territoire l'usine Toyota chargée de la production de la Yaris à destination du marché européen.

## Héraldique
|  | Les armes de Onnaing se blasonnent ainsi : "D'or à trois lions d'azur, au chef de gueules chargé d'une Notre-Dame de Grâce à mi-corps, tenant l'Enfant Jésus à senestre, et vêtue de gueules et d'azur." |

## Politique et administration

### Liste des maires
| Période                                  | Période        | Identité                | Étiquette         | Qualité |
| ---------------------------------------- | -------------- | ----------------------- | ----------------- | --- |
| février 1790                             |                | Antoine Joseph Leroux   |                   | |
| Les données manquantes sont à compléter. |                |                         |                   | |
| 1800                                     | 1801           | Louis Moreau            |                   | |
| 1801                                     | 1803           | Jean-Baptiste Brabant   |                   | |
| 1803                                     | 1806           | Arnould Mochez          |                   | |
| 1806                                     | janvier 1808   | Auguste Coroënne,       |                   | |
| octobre 1808                             | 1813           | Jean-Baptiste Lanthiez  |                   | |
| août 1813                                | septembre 1815 | Louis Moreau            |                   | |
| octobre 1816                             |                | Charles-François Giraud |                   | |
| Les données manquantes sont à compléter. |                |                         |                   | |
| 1870                                     |                | M. Lhotellerie          |                   | |
| 1881                                     |                | M. Brabant              |                   | |
| Les données manquantes sont à compléter. |                |                         |                   | |
| décembre 1919                            | 1929           | Émile Verdavaine        | SFIO puis PC-SFIC | Ajusteur puis artisan métallurgiste Conseiller général de Valenciennes-Est (1913 → 1919) Déchu de ses fonctions par décision préfectorale                          |
| 1929                                     | 1939           | Lucien Raux             | PC-SFIC           | Ouvrier mineur Député du Nord (1re circ. de Valenciennes) (1936 → 1940) Conseiller d'arrondissement de Valenciennes-Est (1934 → 1940)                              |
| Les données manquantes sont à compléter. |                |                         |                   | |
| Maire en 1958                            |                | Georges Wallet          | SFIO              | Conseiller général de Valenciennes-Est (1955 → 1961) Suppléant du député Tarsyle Dewasmes (1958) Chevalier de la Légion d'honneur, officier des Palmes académiques |
| mars 1971                                | mars 1977      | André Vandernotte       | PS                | |
| mars 1977                                | 1996           | Georges Laine           | PCF               | Démissionnaire |
| 1996                                     | 18 mars 2001   | Daniel Crépin           | PCF               | |
| 18 mars 2001                             | 20 avril 2001  | Georges Laine           | PCF               | Décédé en fonction |
| 20 avril 2001                            | 30 mars 2014   | Denise Cappelle         | MoDem (DVC)       | Retraitée de la fonction publique |
| 30 mars 2014                             | 4 octobre 2017 | Michelle Gréaume        | PCF               | Fonctionnaire territoriale Sénatrice du Nord (2017 → ) Démissionnaire après son élection comme sénatrice                                                           |
| 3 novembre 2017                          | En cours       | Xavier Jouanin          | PCF               | Élu à la suite d'une élection municipale partielle Réélu pour le mandat 2020-2026                                                                                  |

### Instances judiciaires et administratives
La commune relève du tribunal d'instance de Valenciennes, du tribunal de grande instance de Valenciennes, de la cour d'appel de Douai, du tribunal pour enfants de Valenciennes, du conseil de prud'hommes de Valenciennes, du tribunal de commerce de Valenciennes, du tribunal administratif de Lille et de la cour administrative d'appel de Douai.

## Population et société

### Démographie

#### Évolution démographique
L'évolution du nombre d'habitants est connue à travers les recensements de la population effectués dans la commune depuis 1800. Pour les communes de moins de 10 000 habitants, une enquête de recensement portant sur toute la population est réalisée tous les cinq ans, les populations de référence des années intermédiaires étant quant à elles estimées par interpolation ou extrapolation. Pour la commune, le premier recensement exhaustif entrant dans le cadre du nouveau dispositif a été réalisé en 2008.

En 2022, la commune comptait 8 567 habitants, en évolution de −2,45 % par rapport à 2016 (Nord : +0,51 %, France hors Mayotte : +2,11 %).
| 1800  | 1806  | 1821  | 1831  | 1836  | 1841  | 1846  | 1851  | 1856  |
| ----- | ----- | ----- | ----- | ----- | ----- | ----- | ----- | ----- |
| 1 862 | 2 058 | 2 048 | 2 712 | 2 786 | 3 308 | 3 443 | 3 427 | 3 357 |

| 1861  | 1866  | 1872  | 1876  | 1881  | 1886  | 1891  | 1896  | 1901  |
| ----- | ----- | ----- | ----- | ----- | ----- | ----- | ----- | ----- |
| 3 544 | 3 685 | 3 763 | 3 997 | 4 066 | 4 317 | 4 412 | 4 613 | 4 954 |

| 1906  | 1911  | 1921  | 1926  | 1931  | 1936  | 1946  | 1954  | 1962   |
| ----- | ----- | ----- | ----- | ----- | ----- | ----- | ----- | ------ |
| 5 412 | 5 763 | 5 549 | 7 313 | 7 816 | 7 510 | 7 583 | 9 098 | 10 044 |

| 1968  | 1975  | 1982  | 1990  | 1999  | 2006  | 2008  | 2013  | 2018  |
| ----- | ----- | ----- | ----- | ----- | ----- | ----- | ----- | ----- |
| 9 673 | 9 715 | 9 157 | 9 173 | 8 779 | 8 696 | 8 668 | 8 710 | 8 813 |

| 2022  | - | - | - | - | - | - | - | - |
| ----- | - | - | - | - | - | - | - | - |
| 8 567 | - | - | - | - | - | - | - | - |

#### Pyramide des âges
La population de la commune est relativement jeune.
En 2018, le taux de personnes d'un âge inférieur à 30 ans s'élève à 39,6 %, soit au-dessus de la moyenne départementale (39,5 %). À l'inverse, le taux de personnes d'âge supérieur à 60 ans est de 22,4 % la même année, alors qu'il est de 22,5 % au niveau départemental.
En 2018, la commune comptait 4 213 hommes pour 4 600 femmes, soit un taux de 52,2 % de femmes, légèrement supérieur au taux départemental (51,77 %).
Les pyramides des âges de la commune et du département s'établissent comme suit.
| Hommes | Classe d’âge | Femmes |
| ------ | ------------ | ------ |
| 0,6    | 90 ou +      | 1,3    |
| 4,0    | 75-89 ans    | 7,6    |
| 14,8   | 60-74 ans    | 16,4   |
| 18,4   | 45-59 ans    | 18,9   |
| 20,4   | 30-44 ans    | 18,3   |
| 19,0   | 15-29 ans    | 17,4   |
| 22,8   | 0-14 ans     | 20,1   |

| Hommes | Classe d’âge | Femmes |
| ------ | ------------ | ------ |
| 0,5    | 90 ou +      | 1,4    |
| 5,3    | 75-89 ans    | 8,1    |
| 14,8   | 60-74 ans    | 16,2   |
| 19,1   | 45-59 ans    | 18,4   |
| 19,5   | 30-44 ans    | 18,7   |
| 20,7   | 15-29 ans    | 19,1   |
| 20,2   | 0-14 ans     | 18     |

## Lieux et monuments
- Église rénovée au XVIe siècle et agrandie à partir de 1894 (date de construction mal connue)
- Cimetière ouvert en 1849 à la suite d'une épidémie et contenant des tombes remarquables comme celles des anciennes familles industrielles (Venot, Scouflaire, Mouzin...) et de prêtres.
- Différentes chapelles (Saint Roch, Notre-Dame de Tongres...)
- Pierre tombale adossée sur le mur côté route nationale de l'église de Johan Damours décédé en 1408 (classée monument historique) et Agnès Brundine sa femme.

## Personnalités liées à la commune
- Gilles Fabry (1901-1944), résistant français, est né à Onnaing ;
- Ali Fergani (1952) : ancien international puis sélectionneur de l'équipe d'Algérie de football, est né à Onnaing.
- Paul-Elie Gernez (1888-1948) : Peintre
- Vincent Handrey (1969) : auteur compositeur interprète
- Antoine-Joseph Scouflaire (1800-1865) : fondateur de la fabrique de pipes en terre Scouflaire
- La famille Venot : industriels ayant œuvré dans la commune et dont certains membres sont devenus présidents de la Lyre   Ouvrière (harmonie municipale)

## Pour approfondir